# Kanton Marange-Silvange
Der Kanton Marange-Silvange war von 1985 bis 2015 ein französischer Wahlkreis im Arrondissement Metz-Campagne, im Département Moselle und in der Region Lothringen und bestand aus zwölf Gemeinden. Sein Hauptort war Marange-Silvange.
Der Kanton hatte im Jahre 2006 22.162 Einwohner auf insgesamt 88,41 km².

## Gemeinden
| Gemeinde                 | Einwohner | Code postal | Code Insee |
| ------------------------ | --------- | ----------- | ---------- |
| Amanvillers              | 1.934     | 57865       | 57017      |
| Bronvaux                 | 595       | 57535       | 57111      |
| Fèves                    | 860       | 57280       | 57211      |
| Marange-Silvange         | 5.402     | 57535       | 57443      |
| Montois-la-Montagne      | 2.616     | 57860       | 57481      |
| Norroy-le-Veneur         | 900       | 57140       | 57511      |
| Pierrevillers            | 1.346     | 57120       | 57543      |
| Plesnois                 | 707       | 57140       | 57546      |
| Roncourt                 | 818       | 57860       | 57593      |
| Sainte-Marie-aux-Chênes  | 3.328     | 57255       | 57620      |
| Saint-Privat-la-Montagne | 1.374     | 57855       | 57622      |
| Saulny                   | 1.167     | 57140       | 57634      |